# مجتمع آموزش عالی سلامت قوچان
مجتمع آموزش عالی سلامت قوچان در شهر قوچان در استان خراسان رضوی واقع است.
پرستاری از مددجویان در فطرت و نهاد هر انسانی وجود دارد. رهبران الهی نیز همواره به عنوان الگو به امر پرستاری به عنوان کار نیک  مبادرت می‌ورزیدند، پرستاری رشته‌ای مستقل و شاخه‌ای از علوم پزشکی است که دانش آموختگان آن به عنوان عضوی از تیم سلامت در عرصه‌های مختلف مربوطه به ارائه خدمات بهداشتی، آموزشی، پژوهشی، مشاوره‌ای، پیشگیری، مدیریتی و حمایتی، مراقبت‌های درمانی و توانبخشی می‌پردازند. دوره کارشناسی پیوسته پرستاری اولین مقطع تحصیلی رشته پرستاری است که برنامه آن براساس ضوابط علمی و ارزش‌های اسلامی تهیه و تدوین شده‌است.

## پیشینه
آموزش پرستاری در سطح کارشناسی زمینه ساز تربیت پرستار حرفه‌ای است که به عنوان یک پرستار عمومی بتواند بررسی و شناخت  وضعیت سلامت، ارائه خدمات و هماهنگی مراقبت‌ها را در عرصه‌های مختلف به فرد، خانواده و جامعه عهده‌دار شود. لذا جهت وصول به این امر دانشکده پرستاری قوچان                   در مورخه ۲۳/۱۱/۸۹ با حضور وزیر محترم بهداشت، درمان و آموزش پزشکی افتتاح گردید و در تاریخ ۶/۲/۹۰ با راه اندازی رشته پرستاری در مقطع کارشناسی پیوسته با ظرفیت ۲۳ دانشجوی مرد برای یک دوره موافقت بعمل آمد. این دانشکده در نظر دارد با تربیت نیروی انسانی لایق در زمینه علوم پزشکی گامی مهم در جهت ارتقای سطح علم و دانش جامعه بردارد.

## توسعه دانشکده پرستاری
اسماعیل حیدری آزاد فرماندار وقت شهرستان قوچان در حاشیه جلسه‌ای که به منظور گسترش دانشکده و با حضور مدیران شهرستان و مسوولان استانی برگزار شد، گفت: در تلاشیم تا با اخذ مجوز احداث دانشکده بهداشت، ضمن تقویت زیرساخت‌های بهداشتی، شاخص‌های علمی و آموزشی شهرستان را ارتقا بخشیم.
وی از اختصاص ده هکتار زمین برای توسعه دانشکده پرستاری و نیز دانشکده بهداشت به عنوان یکی از مصوبات جلسه یاد کرد و اظهار داشت: تأمین تجهیزات آموزشی بر عهده دانشگاه علوم پزشکی مشهد خواهد بود.
فرماندار قوچان با اشاره به مشارکت خیرین و دانشگاه یاد شده برای احداث خوابگاه و سلف سرویس اظهار داشت: تأمین هیئت علمی عمومی با هماهنگی فرمانداری بر عهده دانشگاه‌های آزاد و پیام نور و تعیین هیئت علمی تخصصی با دانشگاه علوم پزشکی مشهد خواهد بود.
وی خاطر نشان ساخت: پیش‌بینی‌های لازم به منظور ساخت و توسعه دانشکده‌های یاد شده تا مساحتی بالغ بر ۵۰ هکتار در فازهای بعدی مد نظر قرار دارد.

## ارتقا به مجتمع آموزش عالی سلامت
در تاریخ ۲۹ دی ماه ۱۳۹۳ دانشکده پرستاری قوچان با مجوز شورای گسترش وزارت بهداشت و با پیگیریهای نماینده و فرماندار به مجتمع آموزش عالی سلامت ارتقا یافت.